# Tamo gdje palme cvatu (2014.)
Tamo gdje palme cvatu je hrvatski dokumentarni film. Scenaristica je Ljiljana Bunjevac Filipović. U filmu se radi o ocu Anti Gabriću, a snimljen je u Indiji u župi Mariapolly gdje je otac Ante proveo svoje posljednje godine života i svećeništva, te u njegovom rodnom Metkoviću. U Indiji je pokopan s grudom hrvatske zemlje i bočicom Jadranskog mora koje je ponio sa sobom kada je dolazio u Indiju, onako kako mu je i bila želja.